# Camano (Washington)
Camano es un lugar designado por el censo ubicado en el condado de Island en el estado estadounidense de Washington. En el año 2000 tenía una población de 13.347 habitantes y una densidad poblacional de 129,6 personas por km².

## Geografía
Camano se encuentra ubicado en las coordenadas 48°11′37″N 122°29′11″O / 48.19361, -122.48639.

## Demografía
Según la Oficina del Censo en 2000 los ingresos medios por hogar en la localidad eran de $54.262, y los ingresos medios por familia eran $60.013. Los hombres tenían unos ingresos medios de $47.309 frente a los $31.250 para las mujeres. La renta per cápita para la localidad era de $24.362. Alrededor del 5,6% de la población estaban por debajo del umbral de pobreza.